# Rozafa

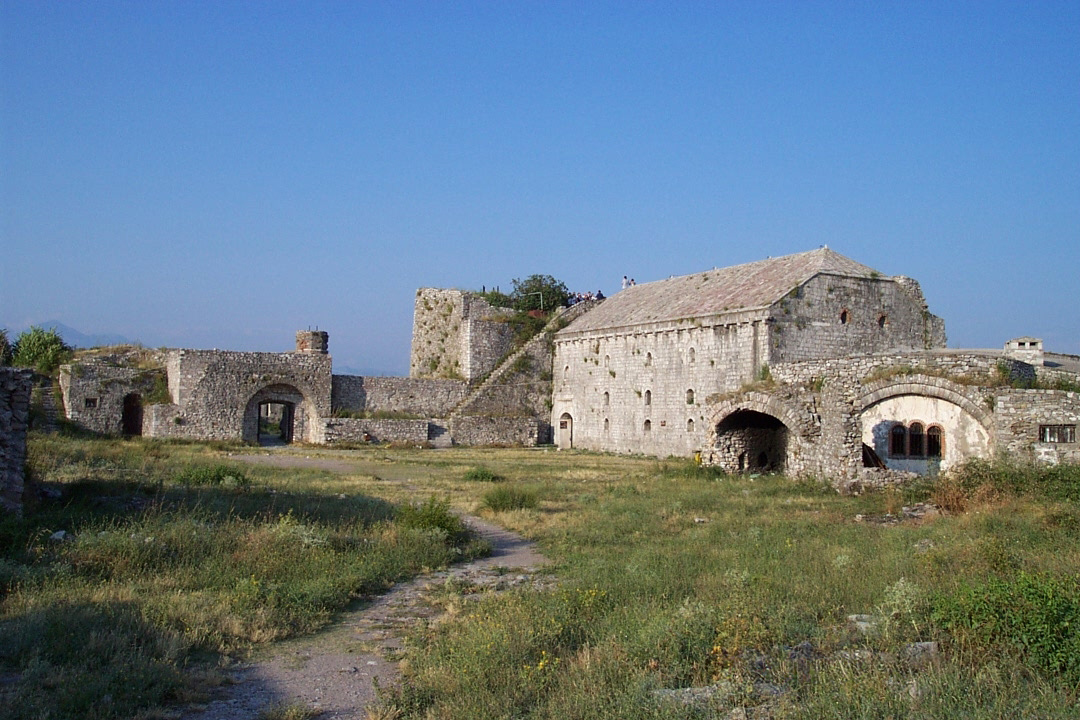
Pevnost Rozafa v roce 2004.

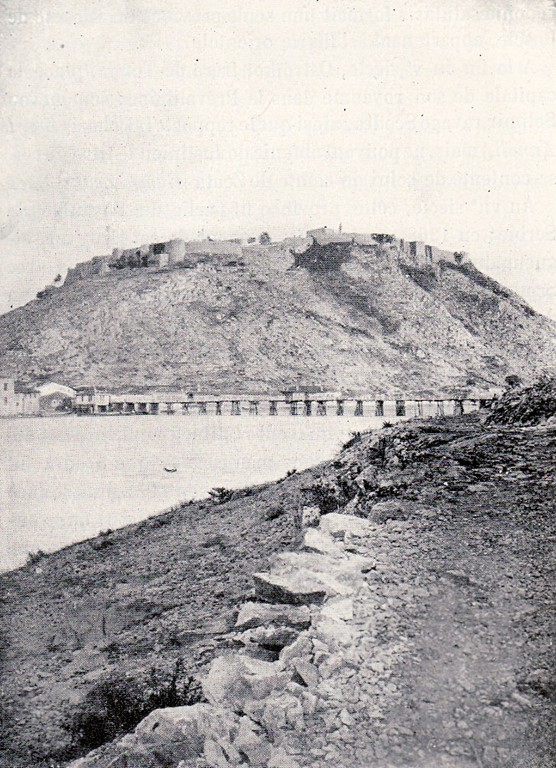
Vrch s pozůstatky pevnosti v 90. letech 19. století.

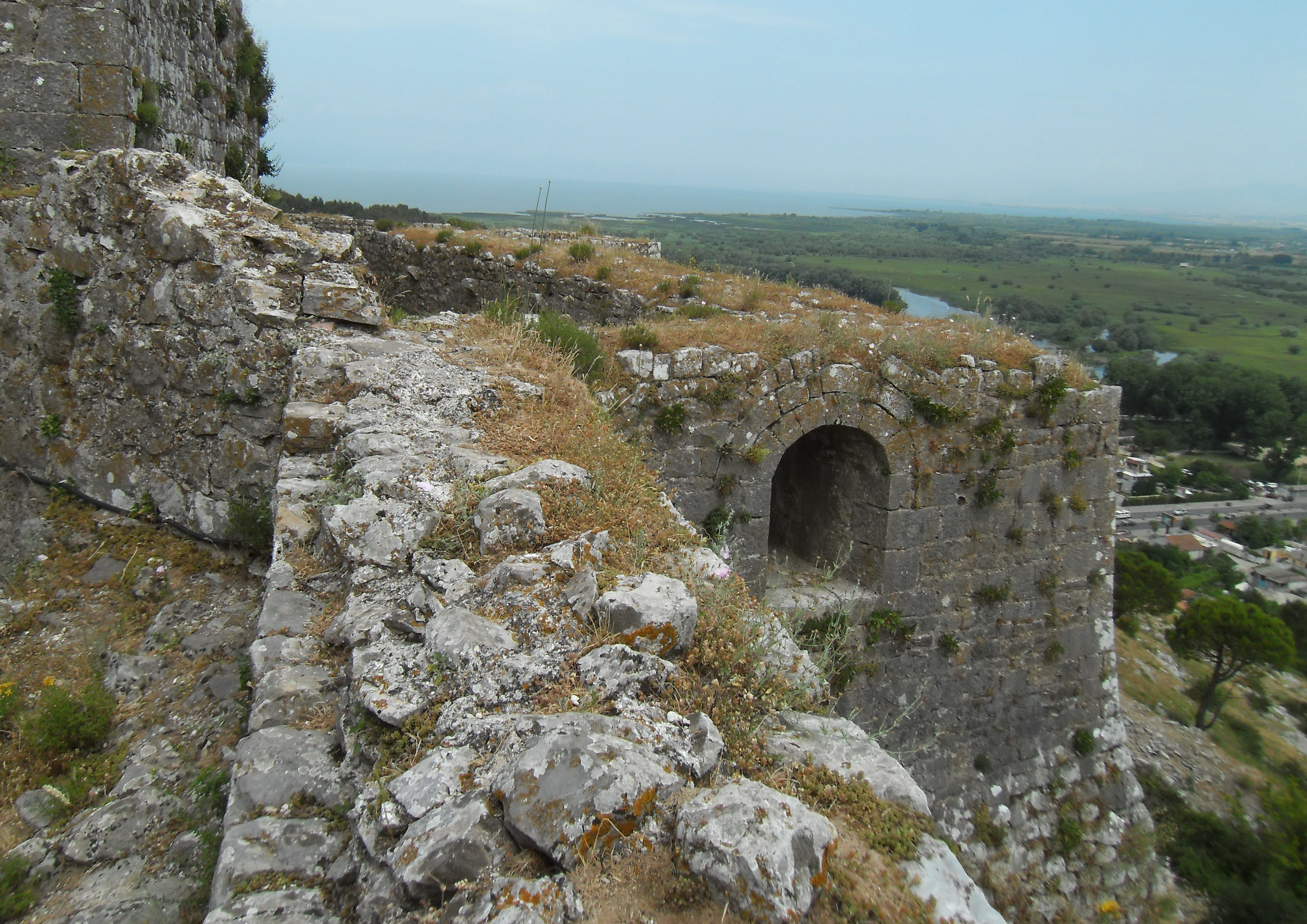
Pohled z hradeb.

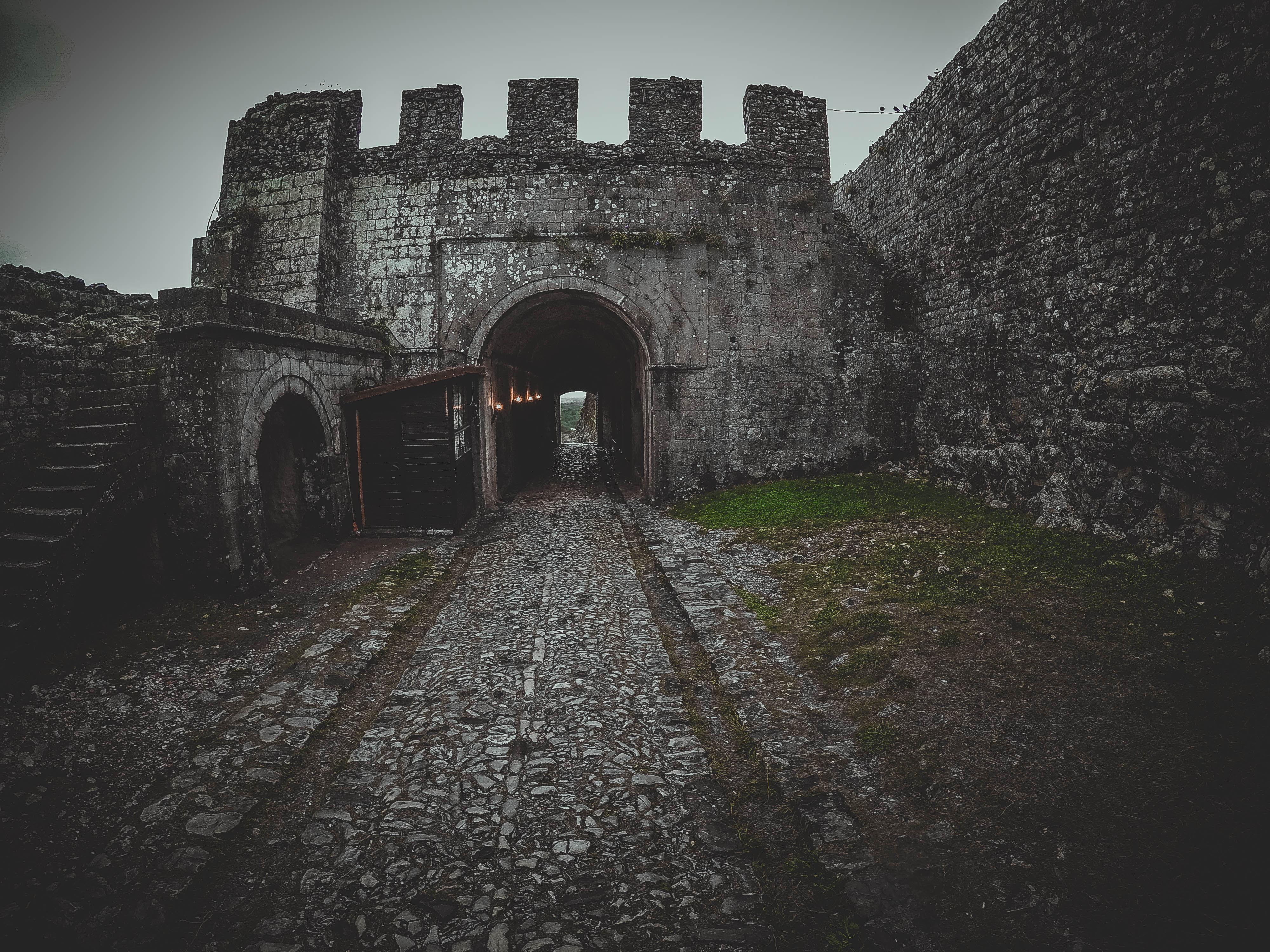
Hlavní vstup do pevnosti.

Rozafa (též Rozafat) je pevnost, nacházející se jižně od města Skadar v severní Albánii. Je přístupná veřejnosti a také turisticky navštěvovaná lokalita. Jedná se o památkově chráněný objekt a součást archeologického parku.

## Název
Název pevnosti odkazuje podle názoru historiků a archeologů[zdroj?] nejspíše na město Resafa v dnešní Sýrii. Je spojeno s místěm úmrtí Sv. Sergia, jeho jméno pro lokalitu používali Benátčané v období středověku a později bylo nahrazeno místem jeho úmrtí na Blízkém východě.

## Přírodní podmínky
Pevnost Rozafa se nachází na kopci, který ze severozápadní straně ohraničuje řeka Buna (srbsky Bojana), ze strany jihovýchodní potom řeka Drin a ze strany severovýchodní, jediné, kterou neodděluje vodní tok, se nachází malý průsmyk (s podhradím, místní část Qafë). 
Z pevnosti se nabízí výhledy na obě dvě řeky a město Skadar.
Svahy pevnosti tvoří skály, částečně jsou zatravněné a částečně zarostlé keři.

## Historie

### Nejstarší období a starověk
Strategicky významné místo bylo předmětem osídlení již v dávné době. Jsou doloženy pozůstatky staveb z doby bronzové. Za vlády Ardieanů zde bylo ve 3. století př. n. l. založeno v této lokalitě hlavní město jejich státu. Když sem přišli Římané, pevnosti se zmocnili a díky hospodářskému rozvoji se začalo okolo ní rozrůstat podhradí. Zmiňoval se o ní i Titus Livius jako o „nejlépe opevněném sídle Labaťanů.

### Středověk a osmanská nadvláda
Pevnost zde stála i během období Byzantské říše a dalších středověkých vládců oblasti, kteří sem čas od času expandovali z jiných zemí. Nějakou dobu ji drželi a rozšiřovali i Benátčané. Ti se především soustředili na rozšíření fortifikačních prvků. Obchodníci z Dubrovníka opravovali po obléhání a bojích také místní kostel sv. Štěpána. Díky tomu existují záznamy o jeho existenci.
V roce 1479 se Rozafy zmocnili Turci, kteří pevnost obléhali 10 měsíců. Ti ji dále upravovali. Kostel sv. Štěpána nechali přebudovat na mešitu. Až do 17. století byl celý areál osídlený, později jej Osmané opustili a přestěhovali se do místa dnešního Skadaru. Správa skadarského vilájetu se přemístila definitivně ale až v roce 1863. 
V roce 1831 pevnost obléhalo vojsko Mehmeda Rašída Paši; na Rozafě se bránil Mustafa Bušatli. Bušatli byl donucen se vzdát, čímž skončila vláda vlivného rodu v regionu.
O pevnosti se mnohé vědělo ale její přesné umístění známé tolik nebylo. V 19. století německý cestovatel Johann Georg von Hahn jako první položil domněnku, že pevnost se nachází právě na tomto místě.

### Moderní doba
Až do roku 1913 ji využívala osmanská armáda, poté ji v první balkánské válce v rámci obléhání získalo na krátkou dobu vojsko černohorské. Po válce byla součástí Albánie, stejně jako celý Skadar s okolím.
Archeologické průzkumy zde odhalily řadu objektů, včetně římských mozaiek. První se uskutečnily v letech 1978 až 1979. Výzkum byl předmětem spolupráce mezi Varšavskou univerzitou a příslušným albánským ministerstvem.
V roce 2016 pevnost Rozafa navštívilo cca 38 tisíc lidí a o rok později to bylo již padesát tisíc. Vzrůstající počet návštěvníků přerušila pandemie nemoci COVID-19, nicméně tento trend pokračoval po roku 2022. V roce 2024 byl představen projekt obnovy pevnosti.

## Objekty
Většina staveb, které se uvnitř pevnosti nacházejí, byla během staletí dějin pevnosti různým způsobem poškozena. Stejně jako jiné pevnosti na Balkáně byla i Rozafa rozdělena do několika částí, které měly své užití (ať už pro správce, řemeslníky nebo vojáky). Pevnost má 880 m dlouhé hradby.
Vstup do pevnosti je možný ze severovýchodní strany. Chrání jej barbakan z 15. století, postavený za vlády Osmanské říše. Na ním jsou pozůstatky zdí z dob 3.-4. století před naším letopočtem. Na ně navazuje donjon, který zde v období středověku zbudovala Benátská republika. 
Na severním okraji pevnosti se nachází dům z období pozdního středověku (15. století) a Balshajova věž s kruhovým půdorysem. Stojí zde i pozůstatky tureckého vězení ze 17. století.
V centrální části jsou umítěny dva objekty které sloužily pro shromažďování vody. V jejich blízkosti potom stojí pozůstatky již zmíněného chrámu sv. Štěpána ze 14. století. Jihovýchodně od něj stojí několik dalších objektů, které zahrnují Hydilaverpašův dům, další obrannou věž na hradbách pevnosti a ještě jednu cisternu. O něco dále jihovýchodním směrem potom leží zbytky tureckých kasáren z přelomu 16. a 17. století a doplňuje je východní Bušatliho věž.
V nejvyšší části pevnosti potom lze spatřit pozůstatky několika dalších objektů: Bušatliho palác a hammam (lázně) a skladiště zbraní (arzenál). V druhém uvedeném se dnes nachází objekt historického muzea, které se dějinám pevnosti věnuje. Na samotném jihozápadním konci pevnosti je potom dominantní západní Bušatliho věž z 18. až 19. století. 

## Zajímavosti
V roce 1964 se pevnost objevila na bankovce v hodnotě 1 ALL. 
Pevnost se vyskytuje lidové písni Píseň Skadarské pevnosti, resp. Stavba Skadaru na Drinu (albánsky Zidanje Skadra), která časově přechází kosovskému cyklu v srbské lidové poezii.